# 大理石芋螺
大理石芋螺（学名： 英文俗名：Marbled cone）为芋螺科芋螺属的动物。

## 外观描述
尺寸从中等到大，稍坚实到重。来自于新喀里多尼亚的比其它地方的小；form suffusus也比别的form轻；体螺层圆锥形，form crosseanus最宽；轮廓总体直，靠近上部的部分略微凸起。肩部呈角状，强的结节到几乎光滑。螺塔呈低到相当高，轮廓从直到轻微凹。次体螺层有从强到弱的结节。成年壳体最后一层缝合线下的斜坡呈凹陷，带有2-4个弱的螺旋方向凹槽和线，螺旋的雕刻经常磨损。体螺层靠近底部四分之一到二分之一的地方通常带有弱的等距的螺旋肋。
底色通常为白色，来自于新喀里多尼亚也可能为略显蓝色的白色、浅粉色、白黄色。体螺层一般具有深褐色到黑色的线以及三角形到长菱形区域的规则的网络，白色帐篷的形状和分布通常十分独特可以用于区别于其它物种。来自于新喀里多尼亚的标本可能网络的颜色呈橙红和橙褐，纵向的线可能代替网络形状，并且有可能图案缺失。顶端呈紫红色。次体螺层缝合线下部分带有深褐色到黑色的线、条纹和大的斑点组成的网络。螺口在白色的边缘下呈白色到略显粉色的橙色。
壳皮为黄色到橙褐色，薄，半透明，光滑。

## 产地
广泛部分于印度洋、太平洋地区到太平洋西部的斐濟、馬紹爾群島以及澳洲的北領地、昆士蘭州、西澳大利亞州等地。

## 毒性
大理石芋螺的毒性屬蛋白質毒，與毒蛇的毒相似，但是毒性明顯強過毒蛇的好幾倍。被咬傷中毒則會紅腫刺痛，經常出現的症狀是灼燒感及麻木，接著逐漸蔓延全身，使得四肢無力，肌肉麻痹，意識幻散，漸漸昏厥，而最後的死亡原因通常为心肌無力，因此是有致命毒性的生物。與其近親地紋芋螺并稱為世界上最毒的螺類，也是世界上最毒的動物之一以及世界上最毒的海洋動物之一。